# Manden uden egenskaber
Manden uden egenskaber (originaltittel: Der Mann ohne Eigenschaften) er et romanværk af den østrigske forfatter Robert Musil. Arbejdet med værket foregik fra 1921 og indtil Musils død i 1942. Bogen er uafsluttet, visse kritikere kalder den endda definitivt ufærdig. Dens udgivelse forløb i flere etaper, da forlaget ikke syntes, salget af bind 1 gjorde det muligt at fortsætte. Bogen blev ellers rosende omtalt af kritikken, men den blev også omgående stemplet som intellektuel og svært læselig. Romanen betragtes som et mesterværk indenfor romankunsten og som et hovedværk i den modernistiske litteratur. 
Manden uden egenskaber blev først oversat til dansk af Mogens Boisen, siden af Karsten Sand Iversen 1994-98 (samlet udgave 2015 i to bind på i alt 1596 sider (Gyldendal)). 
Hovedpersonen i bogens handling er Ulrich, som angiveligt er manden uden egenskaber. Men Ulrich er både intelligent, modig og sikkert en særdeles bemærkelsesværdig person. Så hvorledes det skal forstås, at han er uden egenskaber, er et af bogens mange paradokser. Handlingen foregår i Wien i året 1913, og det var Musils mening, at den skulle føre præcis frem til krigsudbruddet. Da Første Verdenskrig førte til det Østrig-Ungarns sammenbrud, har bogen en underforstået apokalyptisk tone. Ifølge Jean-Pierre Maurel, der skrev introduktionen til den franske oversættelse (Seuil 1995), er bogen sort pessimistisk med hensyn til intelligensens muligheder for at påvirke udviklingen: Udviklingen følger af den umådelige kreativitet, der findes på overfladen - i modsætning til hjernens sterile stædighed. Derfor er Ulrich - trods al hans intelligens - steril og får aldrig udrettet noget. Satiren er altså rettet mod de individer og samfundslag, der tror sig intelligente, det vil sige akademikere, overklassen og mange kunstnere. At Musil selv oprindelig hørte til disse sociale lag er klart, men bogen er et slags skilsmissedrama mellem et virkeligt menneske - Musil - og hans fiktive alter ego Ulrich.
En anden mandlig hovedperson er Arnheim, en rig forretningsmand, der samtidig er succesforfatter af bestsellere. Det er almindeligt at nævne Walther Rathenau og Thomas Mann som inspirationskilder til Arnheim. Mann var omtrent 50 år gammel, da første bind af Musils roman blev udgivet, og han var medvirkende til kritikkens positive omtale af bogen. Skønt Manden uden egenskaber således formelt set blev lovprist, så var modtagelsen dog en blandet affære, og Jean-Pierre Maurel skriver, at det tysktalende publikum snarere var bestyrtet (effarouché) end forstående. Også Mann var øjensynlig i tvivl, og i sin dagbog fra 1938 omtaler han Musils bog som intellektuel, skønt han tidligere havde skrevet: … bogens ironi, intelligens og åndrighed er umiddelbar, religiøs poesi.